# Adam Joseph Maria Valentin Donat Heußlein von Eußenheim

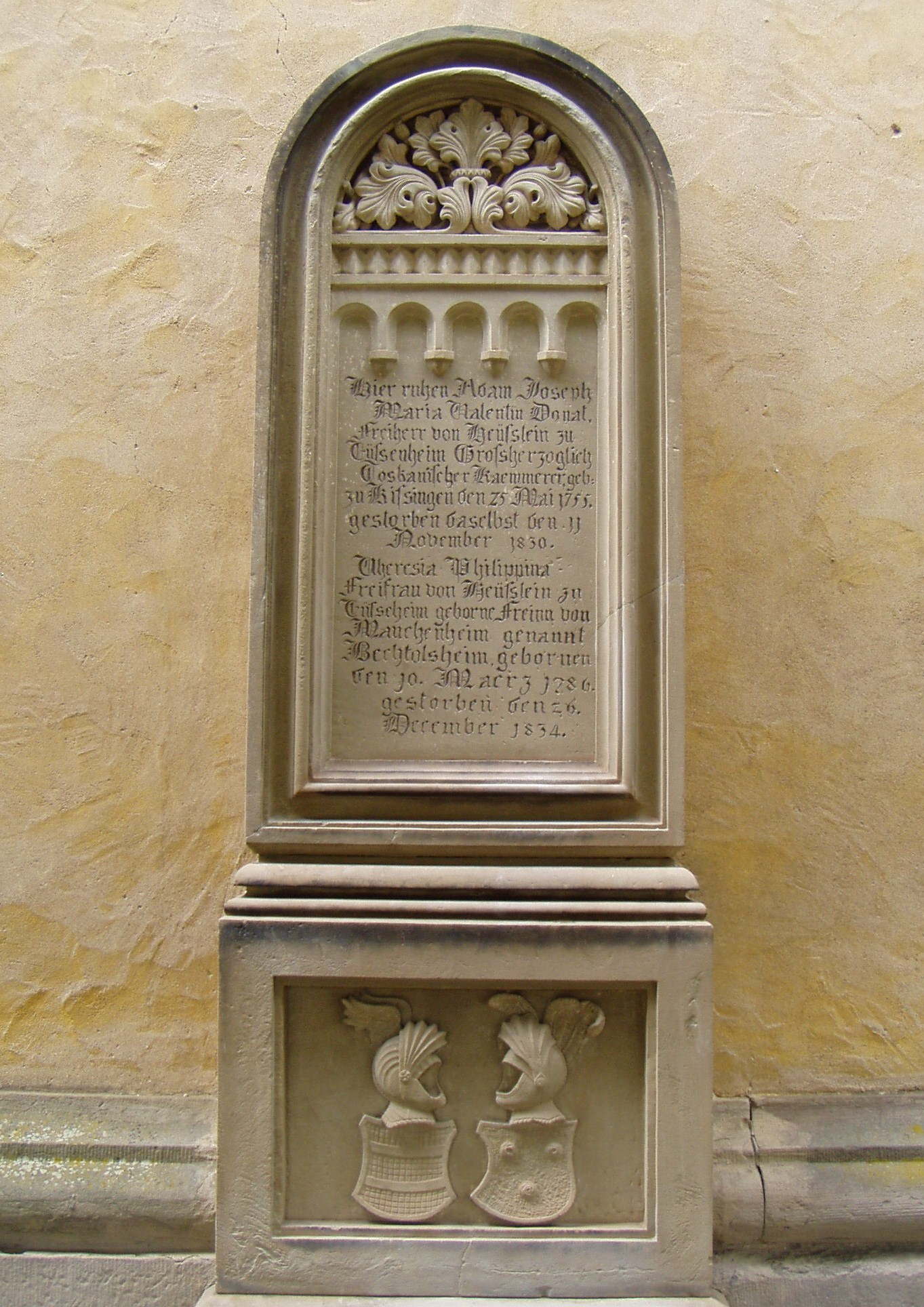
Grabmal der Eheleute auf dem Kapellenfriedhof in Bad Kissingen

Adam Joseph Maria Valentin Donat Freiherr Heußlein von Eußenheim (* 25. Mai 1755 in Kissingen; † 11. November 1830 ebenda) war Domkapitular am Dom St. Kilian (Würzburg).

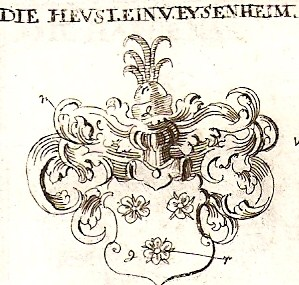
Familienwappen der Heußlein von Eußenheim. Quelle: Weigelsches Wappenbuch, 1734

Er war der Sohn des Heinrich Hartmann Ignaz Donat Freiherr Heußlein von Eußenheim und der Josephine Veronika Johanna von Münster. Der Rittmeister Karl Anton Franz Donat Heußlein von Eußenheim und der Obristleutnant Franz Anton Donat Heußlein von Eußenheim waren seine Brüder.
Heußlein von Eußenheim war großherzoglich toskanischer Kämmerer, später fürstbischöflich würzburger Wirklicher Geheimer Rat und Präsident des Oberen Rats.
Durch den Verzicht seines Bruders Franz Anton am 24. Juli 1764 wurde er Domkapitular zu Würzburg. Als er 1789 erstmals in seiner Funktion als Domkapitular das Rittergut Redwitz besuchte, das seiner Schwester gehörte, wurde er mit Böllerschüssen begrüßt. Zwei Pfeifer und ein Tambur musizierten, und gemeinsam leerte man ein Fass Bier.
Die Immatrikulation bei der Freiherrnklasse im Königreich Bayern erfolgte am 29. März 1816.
Er war verheiratet mit Theresia Philippina Freiin von Mauchenheim genannt Bechtolsheim (* 10. März 1786; † 26. Dezember 1834).
Das Grabmal der Eheleute befindet sich noch heute auf dem Kapellenfriedhof in Bad Kissingen.